# Phil Spitalny
Phil Spitalny (Tetijiw (Oekraïne), 7 november 1890 – Miami Beach, 11 oktober 1970) was een Amerikaanse orkestleider.

## Biografie
Spitalny was een Russische emigrant en speelde klarinet sinds zijn vroege jeugd. Hij studeerde piano en viool aan het Odessa Conservatorium. In 1905 kwam hij met zijn familie naar de Verenigde Staten naar Cleveland (Ohio), waar hij in het hotelorkest (met zijn broers) en de voorlopers van het Cleveland Symphony Orchestra speelde. Hij verhuisde naar Boston, waar hij een 50-koppige band formeerde, die in Loew's State Theater speelde en waar hij een dansorkest leidde, waarmee hij van 1924 tot 1926 op tournee ging en opnamen maakte voor Victor. In 1928 verhuisde hij naar New York en richtte daar het Phil Spitalny Hotel Pennsylvania Orchestra op, wat vrij succesvol was tot de Grote Depressie in de Verenigde Staten hem dwong op te geven. Hij ontmoette de violiste Evelyn Kaye Klein, die had gestudeerd aan de Juilliard School en optrad als Evelyn and her magic violin en een all-girl orkest om haar heen bouwde. Na een selectie uit meer dan 1000 kandidaten op audities, stond het orkest met een cast van 22 vrouwen en werd een groot succes. Het werd niet alleen Phil Spitalny en zijn All Girl Orchestra genoemd, maar ook Hour of Charm Orchestra na het radioprogramma Hour of Charm, waarin het regelmatig verscheen van 1935 (eerst bij CBS Radio, van 1936 tot 1946 voor NBC onder de sponsor General Electric en 1946 tot 1948 weer voor CBS). Om zijn eerste radiosponsorcontract te krijgen, regelde Spitalny een blinde auditie - de sponsor Linit Bath Oil kwam er pas achteraf achter dat hij een vrouwenband had uitgekozen. Spitalny heeft de band opgevat als een noviteit van een all-woman band onder het motto Sweet and Charming.
De arrangementen zijn gemaakt door Kaye (Spitalny's vrouw uit 1946), de tromboniste Velma Rooke en de pianiste Rosa Linda. Zij speelden voornamelijk dansmuziek.
Volgens het contract mochten de muzikanten twee jaar niet trouwen (en moesten ze hun huwelijk een half jaar van tevoren aankondigen en ook op andere manieren aandacht besteden aan hun "reputatie"). Ze kregen ze hun uiterlijk voorgeschreven (kapsel en gewicht onder de 122 pond) en oefenden in het begin vijf tot zes uur per dag. Ze speelden vanuit het geheugen zonder noten op het podium (om niet af te leiden van de podiumpresentatie). Door hun succes reisde de band comfortabel in hun eigen treincoupés in vergelijking met andere all-girl bands. Sherrie Tucker vermeldt in haar boek Swing Shift (2000) dat hij de irritante gewoonte had om nieuwe bandleden in hun ondergoed te interviewen (maar lijkt niet verder te zijn gegaan). De band speelde in de twee speelfilms When Johnny comes marching home (1942) en Here come the Co-eds (1945) met Abbott en Costello.
Begin jaren 1950 verscheen hij meerdere malen op de televisie bij The Ed Sullivan Show en verhuisde hij in 1955 naar Miami, waar hij met pensioen ging en werkte als muziekrecensent voor een lokale krant. Zijn weduwe Evelyn Kaye Klein is in 1990 overleden.
Hij was ook componist en werkte samen met andere componisten zoals Gus Kahn en Lee 'Stubby' Gordon. Samen met Frank Magine en Walter Hirsch is hij co-auteur van Save the Last Dance for Me (later een hit van The Drifters).
Spitalny heeft een ster op de Hollywood Walk of Fame.

## Overlijden
Phil Spitalny overleed in oktober 1970 op 79-jarige leeftijd.
- Bibliothèque nationale de France: cb161978974 (data)
- International Standard Name Identifier: 0000 0000 7780 8850
- Library of Congress Control Number: no97061451
- MusicBrainz: ac3c4714-d817-455d-bb90-b963186b5d5d
- Nationale Bibliotheek van Israël: 987007437887905171
- SNAC: w6sj4fjj
- Virtual International Authority File: 14378848
- WorldCat: E39PBJtrTx3mfPmk7D6pVfxFKd